# Bridoré
Bridoré – miejscowość i gmina we Francji, w Regionie Centralnym, w departamencie Indre i Loara.
Według danych na rok 1990 gminę zamieszkiwało 461 osób, a gęstość zaludnienia wynosiła 32 osoby/km² (wśród 1842 gmin Regionu Centralnego Bridoré plasuje się na 708. miejscu pod względem liczby ludności, natomiast pod względem powierzchni na miejscu 911.).